# Otsagabia
Otsagabia (en basc, cooficialment en castellà Ochagavía) és un municipi de Navarra, a la comarca de Roncal-Salazar, dins la merindad de Sangüesa. Limita amb Lekunberri (Baixa Navarra) (Baixa Navarra) i Larraine (Zuberoa) al nord, a l'est amb Itzaltzu i Uztarroze a l'oest amb Orbaizeta i Jaurrieta i al sud amb Ezkaroze.

## Topònim
Existeix una etimologia popular que fa derivar el nom Otsagabia de quan els francesos van cremar aquesta vila gairebé totalment el 1794 durant la Guerra de la Convenció. Segons aquesta història sols van quedar vuit cases en peu i d'aquí s'hauria derivat el nom del poble; de vuit havia → Ochagavía. No obstant això, aquesta etimologia no té cap mena de fonament, ja que el poble es deia així ja de molt abans (en un document de 1284 apareix citat com Oxagavía).
Els filòlegs consideren el nom del poble d'origen basc, encara que no es posen d'acord sobre el seu significat etimològic. El nom sembla estar compost de dues paraules, però existeixen moltes possibles interpretacions sobre el seu significat. Otsa pugues traduir-se per Ots(o)a (el llop); (H)otza (fred) o Ossa (pastura); mentre que gabia s'ha traduït tradicionalment per kabia (el niu), gabia (el martinet o mall de ferreria) o gabia (variant dialectal de la nit) entre altres paraules. El fet que l'escut del poble mostri un llop és fidel reflex que des de fa segles s'ha relacionat el nom del poble amb els llops, molt presents fins al passat segle en aquests paratges muntanyencs i boscosos. Ricardo Ciérbide considerava que gabia era una variant de la paraula kabia (niu), pel que podria traduir-se lliurement com a llobera. Julio Caro Baroja pensava no obstant això que gabia tenia el significat de martell de ferreria (martinet), i que per tant al·ludia a una instal·lació metalúrgica situada antigament en el lloc.

## Demografia
| Evolució demogràfica                                 | Evolució demogràfica | Evolució demogràfica | Evolució demogràfica | Evolució demogràfica | Evolució demogràfica | Evolució demogràfica | Evolució demogràfica | Evolució demogràfica | Evolució demogràfica | Evolució demogràfica |
| 1996                                                 | 1998                 | 1999                 | 2000                 | 2001                 | 2002                 | 2003                 | 2004                 | 2005                 | 2006                 | 2007                 |
| ---------------------------------------------------- | -------------------- | -------------------- | -------------------- | -------------------- | -------------------- | -------------------- | -------------------- | -------------------- | -------------------- | -------------------- |
| 701                                                  | 680                  | 680                  | 681                  | 688                  | 680                  | 667                  | 655                  | 651                  | 648                  | 621                  |
| Fonts: Otsagabia i Institut d'Estadística de Navarra |                      |                      |                      |                      |                      |                      |                      |                      |                      |                      |